# Bűnmegelőzés
A bűnmegelőzés (más néven prevenció)  olyan intézkedések sorozata, amelyek a bűnözés különböző szintjein lévő okok megszüntetését illetve érvényesülésüknek a  korlátozását célozzák. A bűnmegelőzéssel a kriminológia foglalkozik.

## Fő irányai
- szervezett bűnözés elleni fellépés
- kábítószeres bűnözés elleni fellépés
- terrorizmus elleni fellépés
- gazdasági bűnözés elleni fellépés
- számítógépes bűnözés elleni fellépés
- visszaeső bűnözés megelőzése
- fiatalkori bűnözés megelőzése
- állampolgárok félelemérzetét befolyásoló bűnözés megelőzése
- áldozatorientált megelőzés

## Eszközei
- jogi eszközök
- társadalmi eszközök

### Jogi eszközök
- büntetőjogi eszközök: visszatartja az elkövetőt, vagy mást a bűn elkövetésétől
  - speciális prevenció: a bűnöző a büntetés hatása alatt nem követhet el újabb bűncselekményt; a bűnöző jó útra terelése
  - generális prevenció: nem a büntetésen keresztül fejti ki a megelőzést, célja, hogy a társadalom többi tagja a büntetést látva ne kísérelje meg a bűncselekményt

### Társadalmi eszközök
- nevelés
- a bűnözést elítélő közvélemény kialakítása
- tömegtájékoztatás
- utógondozás
- önkormányzatok és lakossági szerveződések
- polgárőrségek és vagyonvédelmi vállalkozások